# 霍华德·瓦伦丁
霍华德·瓦伦丁（英語：Howard Valentine，1881年12月14日—1932年6月25日），美国男子田径运动员。他曾代表美国参加1904年夏季奥林匹克运动会田径比赛，获得男子团体4英里金牌和男子800米银牌。